# Daqing
Daqing (en chino, 大庆; pinyin, Dàqìng, léase Da-Ching) es una ciudad de la provincia de Heilongjiang, en la República Popular China. Su área es de 21 204 km² y su población total para 2010 superó los 2,9 millones de habitantes, 
siendo la segunda ciudad más poblada de la provincia, por detrás de Harbin.
A finales de la década de 1950 se descubrió y desarrolló el campo petrolero de Daqing, y hoy es el más productivo de todo el país.

## Administración
La ciudad prefectura de Daqing se divide en 9 localidades que se administran en 5 distritos urbanos y 4 condados rurales.
- Distrito Sartu (萨尔图区)
- Distrito Honggang (红岗区)
- Distrito Longfeng (龙凤区)
- Distrito Ranghulu (让胡路区)
- Distrito Datong (大同区)
- Condado Zhaozhou (肇州县)
- Condado Zhaoyuan (肇源县)
- Condado Lindian (林甸县)
- Condado mongol Dorbod (杜尔伯特蒙古族自治县)

## Ciudades hermanas
- Calgary, Canadá
- Chungju, Corea del Sur
- Tiumén, Rusia